# Гордън Добсън
Гордън Милър Борн Добсън, CBE, FRS (25 февруари 1889 – 11 март 1976) е британски физик и метеоролог, който има огромен принос в изследването на озона.

## Образование
Получава образованието си в училище Sedbergh School и колежа Caius College, Кеймбридж.

## Научни изследвания и кариера
Започва научната си кариера като преподавател във факултета по метеорология в Оксфорд. Когато изучава метеоритите, той забелязва, че температурата в тропопаузата не е постоянна, както се е смятало по-рано. Той предполага, че това се дължи на нагряването на озона от ултравиолетовото излъчване. Впоследствие слоят атмосфера, който съдържаща голямо количество озон, започва да се нарича озонов слой.
Добсън отбелязва връзката между петната на Слънцето и времето, и измерва нивото на ултравиолетовото излъчване на Слънцето.
Той конструира първия озонен спектрометър и изучава резултатите от измерванията, направени с този уред в продължение на много години. В негова чест е наречена единицата за измерване на количеството озон в атмосферата.